# Ceratopogon erronea
Ceratopogon erronea är en tvåvingeart som först beskrevs av Speiser 1910.  Ceratopogon erronea ingår i släktet Ceratopogon och familjen svidknott.
Artens utbredningsområde är Frankrike. Inga underarter finns listade i Catalogue of Life.